# Yungasacris
Yungasacris är ett släkte av insekter. Yungasacris ingår i familjen vårtbitare.
Kladogram enligt Catalogue of Life:
| Yungasacris | \| \| Yungasacris grata \| \| \| \| \| \| Yungasacris peruviana \| \| \| \| |
|             | \| \| Yungasacris grata \| \| \| \| \| \| Yungasacris peruviana \| \| \| \| |
|             | Yungasacris grata                                                           |
|             |                                                                             |
|             | Yungasacris peruviana                                                       |
|             |                                                                             |